# Copa del Príncipe de Voleibol 2021
La Copa del Príncipe es una competición que se disputa en el voleibol a lo largo de dos días en una misma sede. La competición se lleva disputando durante varios años, siendo esta la XIV edición. En esta ocasión, el pabellón municipal de San Sadurniño (San Sadurniño, España) acogió un torneo cuya organización corrió a cargo del Intasa San Sadurniño y donde salió campeón el club organizador, consiguiendo así su segunda corona de plata.

## Sistema de competición
La primera fase se lleva a cabo durante la primera ronda de la liga regular o Superliga 2. Los 2 equipos con mayor número de puntos de cada grupo de la división se clasifican de forma  directa. El organizador suele disputar dicha competición por méritos deportivos, aunque si no fuera así el peor segundo se quedaría fuera.
Una vez dentro, los equipos jugaron un partido prebio para conocer los cruces de semifinales. A partir de aquí, se disputó un torneo con formato de "Final Four" con semifinales y final. En las semifinales se enfrentan los ganadores contra los perdedores del otro grupo. Los finalistas se dan cita al día siguiente para conocer quién será el vencedor y por lo tanto el campeón de la competición oficial.

## Equipos participantes
Organizador:
· Intasa San Sadurniño
Equipos de esta edición:
· Club Voleibol Leganés
· Arona Tenerife Sur
· Extremadura Grupo Laura Otero

## Cuadro de la Copa
|  | Semifinales | Semifinales                   | Semifinales | Semifinales          | Semifinales | Semifinales | Semifinales |    |                    | Final | Final | Final | Final | Final | Final | Final |  |
|  |             |                               |             |                      |             |             |             |    |                    |       |       |       |       |       |       |       |  |
|  |             |                               |             |                      |             |             |             |    |                    |       |       |       |       |       |       |       |  |
|  | 1           | Club Voleibol Leganés         | 21          | 19                   | 25          | 25          |             |    |                    |       |       |       |       |       |       |       |  |
|  | 1           | Club Voleibol Leganés         | 21          | 19                   | 25          | 25          |             |    |                    |       |       |       |       |       |       |       |  |
|  | 3           | Arona Tenerife Sur            | 25          | 25                   | 25          | 29          |             |    |                    |       |       |       |       |       |       |       |  |
|  | 3           | Arona Tenerife Sur            | 25          | 25                   | 25          | 29          |             | 1  | Arona Tenerife Sur | 25    | 21    | 23    | 18    |       |       |       |  |
|  |             |                               |             |                      |             |             |             | 1  | Arona Tenerife Sur | 25    | 21    | 23    | 18    |       |       |       |  |
|  |             |                               | 3           | Intasa San Sadurniño | 21          | 25          | 25          | 25 |                    |       |       |       |       |       |       |       |  |
|  | 3           | Intasa San Sadurniño          | 3           | Intasa San Sadurniño | 21          | 25          | 25          | 25 | 25                 | 25    | 24    | 21    | 15    |       |       |       |  |
|  | 3           | Intasa San Sadurniño          |             |                      |             |             |             |    | 25                 | 25    | 24    | 21    | 15    |       |       |       |  |
|  | 2           | Extremadura Grupo Laura Otero | 18          | 12                   | 26          | 25          | 5           |    |                    |       |       |       |       |       |       |       |  |
|  | 2           | Extremadura Grupo Laura Otero | 18          | 12                   | 26          | 25          | 5           |    |                    |       |       |       |       |       |       |       |  |
|  |             |                               |             |                      |             |             |             |    |                    |       |       |       |       |       |       |       |  |

| Predecesor: Copa del Príncipe 2020 Dumbría | 'Copa del Príncipe 2021' San Sadurniño | Sucesor: Copa del Príncipe 2022 Por determinar |